# Liste von Hindenburgstraßen
Hindenburgstraßen, Hindenburgringe, Hindenburgdämme und Paul-von-Hindenburg-Straßen sind nach dem Reichspräsidenten Paul von Hindenburg (1847–1934) benannt.

## Hindenburgstraßen
- Hindenburgstraße in Bad Fallingbostel (52,8646° N, 9,69767° O)
- Hindenburgstraße in Bad Herrenalb (48,81595° N, 8,47744° O)
- Hindenburgring in Bad Homburg vor der Höhe (50,22864° N, 8,60578° O)
- Hindenburgstraße in Bad Königshofen (50,29854° N, 10,46515° O)
- Hindenburgstraße in Bad Liebenzell (48,77748° N, 8,72947° O)
- Hindenburgstraße in Bad Oldesloe (53,809436° N, 10,37378° O)
- Hindenburgstraße in Bad Tölz (47,76362° N, 11,56349° O)
- Hindenburgstraße in Balingen (48,27825° N, 8,85364° O)
- Hindenburgstraße in Bassum (52,84944° N, 8,72666° O)
- Hindenburgstraße in Bayreuth (49,94833° N, 11,56577° O)
- Hindenburgdamm in Berlin (52,4423° N, 13,3157° O)
- Hindenburgstraße in Biberach an der Riß (48,097258° N, 9,789367° O)
- Hindenburgstraße in Bietigheim-Bissingen (48,9598° N, 9,12137° O)
- Hindenburgstraße in Bocholt (51,83363° N, 6,61925° O)
- Hindenburgstraße in Bodenwerder (51,97075° N, 9,51987° O)
- Hindenburgstraße in Bondorf (48,5214° N, 8,8334° O)
- Hindenburgstraße auf Borkum (53,5926° N, 6,6695° O)
- Hindenburgstraße in Bremen (53,168756° N, 8,694078° O)
- Hindenburgstraße in Cadolzburg (49,45733° N, 10,85276° O)
- Hindenburgstraße in Calw (48,71844° N, 8,74219° O)
- Hindenburgstraße in Coburg (50,26249° N, 10,96416° O)
- Hindenburgstraße in Delmenhorst (53,05269° N, 8,67385° O)
- Hindenburgstraße in Denzlingen (48,069644° N, 7,884212° O)
- Hindenburgstraße in Detmold (51,92102° N, 8,8399° O)
- Hindenburgstraße in Dillenburg (50,739518° N, 8,290725° O)
- Hindenburgstraße in Donauwörth (48,71691° N, 10,77862° O)
- Hindenburgstraße[1] in Dormagen-Nievenheim (51,1137° N, 6,7649° O)
- Hindenburgring in Duderstadt (51,60602° N, 10,20695° O)
- Hindenburgstraße in Ebhausen (48,60393° N, 8,66445° O)
- Hindenburgstraße in Eichstätt (48,88867° N, 11,196684° O)
- Hindenburgstraße in Erlangen (49,6008° N, 11,0188° O)
- Hindenburgstraße in Essen (51,45366° N, 7,00706° O)
- Hindenburgstraße in Esslingen am Neckar (48,733875° N, 9,327264° O)
- Hindenburgstraße in Fellbach (48,841124° N, 9,265698° O)
- Hindenburgstraße in Garching bei München (48,2482° N, 11,60733° O)
- Hindenburgstraße in Garmisch-Partenkirchen (47,49692° N, 11,1037° O)
- Hindenburgstraße in Gaggenau (48,8129° N, 8,31175° O)
- Hindenburgstraße in Georgsmarienhütte (52,20536° N, 8,03367° O)
- Hindenburgstraße in Gifhorn (52,484897° N, 10,543892° O)
- Hindenburgring in Gronau (Westf.) (52,18076° N, 7,040996° O)
- Hindenburgstraße in Gummersbach (51,02388° N, 7,57044° O)
- Hindenburgstraße in Herrenberg (48,594816° N, 8,869366° O)
- Hindenburgstraße in Hilchenbach (50,99237° N, 8,10559° O)
- Hindenburgstraße in Höfen an der Enz (48,8051° N, 8,5837° O)
- Hindenburgstraße in Ingolstadt (48,77553° N, 11,4261° O)
- Hindenburgstraße in Kernen im Remstal (48,78518° N, 9,34182° O)
- Hindenburgring in Kitzingen (49,7374° N, 10,1551° O)
- Hindenburgstraße in Konstanz (47,671962° N, 9,171092° O)
- Hindenburgstraße in Korntal-Münchingen (48,83407° N, 9,12001° O)
- Hindenburgstraße in Korschenbroich (51,1934° N, 6,5133° O)
- Hindenburgstraße in Lamspringe (51,9546° N, 9,9989° O)
- Hindenburgstraße in Landau in der Pfalz (49,202042° N, 8,111607° O) Eine vom Stadtrat beschlossene Umbenennung wurde nicht umgesetzt, da bei einem Bürgerentscheid 2025 für die Beibehaltung gestimmt wurde.[2]
- Hindenburgring in Landsberg am Lech (48,0504° N, 10,8634° O)
- Hindenburgstraße in Lonsee (48,54377° N, 9,91656° O)
- Hindenburgstraße in Lüchow (52,96747° N, 11,14879° O)
- Hindenburgstraße in Ludwigsburg (48,891108° N, 9,203704° O)
- Hindenburgstraße in Mainz (50,007725° N, 8,260878° O)
- Hindenburgstraße in Meerbusch (51,2609° N, 6,6709° O)
- Hindenburgring in Memmingen (47,98002° N, 10,17358° O)
- Hindenburgstraße in Metzingen (48,5386° N, 9,28828° O)
- Hindenburgstraße in Möglingen (48,886595° N, 9,128653° O)
- Hindenburgstraße in Mönchengladbach (51,197587° N, 6,444169° O)
- Hindenburgstraße in Mönchweiler (48,097147° N, 8,429127° O)
- Hindenburgstraße in Mühlacker (48,94977° N, 8,84237° O)
- Hindenburgstraße in Mundelsheim (49,00077° N, 9,20815° O)
- Hindenburgstraße in Murr (48,961433° N, 9,257769° O)
- von-Hindenburg-Straße in Neckarbischofsheim (49,29553° N, 8,96644° O)
- Hindenburgstraße in Neresheim (48,793224° N, 10,256243° O)
- Hindenburgstraße in Neubulach (48,6726° N, 8,68075° O)
- Hindenburgstraße in Neustadt am Rübenberge (52,5825° N, 9,3822° O)
- Hindenburgstraße in Neu-Ulm (48,403823° N, 10,039689° O)
- Hindenburgstraße in Nideggen (50,690832° N, 6,481555° O)
- Hindenburgstraße in Northeim (51,703516° N, 10,007766° O)
- Hindenburgstraße in Nüdlingen (50,21936° N, 10,12063° O)
- Hindenburgstraße in Nufringen (48,618442° N, 8,885358° O)
- Hindenburgstraße in Offenburg (48,46993° N, 7,95521° O)
- Hindenburgstraße in Ottbergen (51,71015° N, 9,29428° O)
- Hindenburgstraße in Peine (52,32337° N, 10,23462° O)
- Hindenburgstraße in Rastatt (48,86465° N, 8,20954° O)
- Hindenburgstraße in Remscheid (51,184643° N, 7,17682° O)
- Hindenburgstraße in Rutesheim (48,810893° N, 8,942363° O)
- Hindenburgstraße in Schorndorf (48,798898° N, 9,503887° O)
- Hindenburgstraße in Schwabach (49,32619° N, 11,02166° O)
- Hindenburgstraße in Stutensee (49,10384° N, 8,48032° O)
- Hindenburgstraße in Tannheim (47,9987° N, 10,08315° O)
- Hindenburgstraße in Teningen (48,124213° N, 7,812637° O)
- Hindenburgstraße in Ubstadt-Weiher (49,15872° N, 8,63518° O)
- Hindenburgstraße in Varel (53,395896° N, 8,138086° O)
- Hindenburgstraße in Viersen (51,2827° N, 6,3566° O)
- Hindenburgstraße in Voerde (51,614892° N, 6,690723° O)
- Hindenburgstraße in Weinstadt (48,7769° N, 9,3712° O)
- Hindenburgstraße in Wipperfürth (51,118811° N, 7,404448° O)
- Hindenburgstraße in Wunstorf (52,424° N, 9,4404° O)
- Hindenburgstraße in Wuppertal (51,243142° N, 7,114187° O)

## Ehemalige Hindenburgstraßen
- in Aachen von 1915 bis 1945, heute Theaterstraße (50,770472° N, 6,092477° O)
- in Bühl bis 2013, heute Herbert-Odenheimer-Straße (48,69745° N, 8,13305° O)
- in Darmstadt bis 30. April 2023, heute Fritz-Bauer-Straße (49,8677° N, 8,6428° O)[3]
- in Düren von 1915 bis 1973, heute Teil der Euskirchener Straße (50,794057° N, 6,501345° O)
- in Ettlingen ab 1933, danach 1946 bis 1947 Straße B, seit dem 23. April 1947 Adolf-Kolping-Straße (48,94535° N, 8,41289° O)
- in Frankfurt am Main von 1931 bis 1947, heute Ludwig-Landmann-Straße (50,135698° N, 8,615348° O)
- in Freiburg im Breisgau von 1927 bis 2020, heute Otto-Wels-Straße (47,990974° N, 7,866835° O)
- in Fulda von 1933 bis vor 1950, davor und danach Bahnhofstraße (50,55302° N, 9,68075° O)
- in Hamburg südlicher Teil seit 2013, mittlerer Teil seit 2025 Otto-Wels-Straße und nördlicher Teil seit 2025 Traute-Lafrenz-Straße (53,59984° N, 10,013595° O)
- in Hannover von 1916 bis April 2023, davor ab 1854 Weiden-Damm, ab 1868 Thiergartenstraße; heute Loebensteinstraße (52,379026° N, 9,759695° O)
- in Heilbronn von 1933 bis 1947/48, davor und danach Rathenauplatz (49,131861° N, 9,218125° O)
- in Wanne-Eickel (Herne) von 1918 bis 1946, heute Hauptstraße (51,528469° N, 7,160431° O)
- in Königswinter, heute Generalkonsul-von-Weiß-Straße
- in Lüneburg, von 1933 bis 1947 und von 1952 bis 2025, davor, dazwischen und ab 2025 wieder Gartenstraße (53,25306° N, 10,403345° O)
- in München von 1917 bis 1945, heute Landshuter Allee (48,155937° N, 11,537428° O)
- in Münster Hindenburgplatz von 1927 bis 2012, davor Neuplatz und danach Schlossplatz (51,96361° N, 7,61694° O)[4]
- in Oppeln (Opole) von 1933 bis 1949, heute Ulica Krakowska (50,66598° N, 17,92456° O)
- in Siegen von 1915 bis zum 2. September 2023, heute Europastraße
- in Trier ca. 1928/29 bis 2022, davor Am Neumarkt, heute Gerty-Spies-Straße (49,751335° N, 6,63522° O)